# کویرینوس
کویرینوس یا کوئیرنوس یا کوئیرینوس، در اساطیر روم، یکی از نخستین خدایان سرزمین روم محسوب می‌شد. در رم دوران امپراطوری آگوستوس، کوئیرنوس همچنین به عنوان یک لقب برای ژانوس به کار برده می‌شد و ژانوس، با عنوان ژانوس کوئیرینوس شناخته می‌شد. نام کویرینوس از کلمه کوئیریس به معنای «نیزه» مشتق شده‌است.
ویل دورانت کویرینوس را، خدایی دانسته‌است که در اصل مورد پرستش سابین‌ها بود و بعدها او را با رومولوس یکی دانستند.

## شرح
خدایان رم در تثلیث و مجموعه‌ای سه تایی شکل می‌گیرد که یک سوی آن ژوپیتر، سوی دیگر مارس، و سومین سوی آن کوئیرنوس است.
آخرین خدای تثلیث رومی، کوئیرینوس در اصل خدای جنگ سابین‌ها بود و معبد او در کوئیرنال از قرارگاههای سابین قرار داشت. کوئیرینوس جز به هنگامی که در رومولوس به هیأت خدایی درمی آید و با او یگانه می‌شود، اسطوره چندانی نیست.
در روایت‌ها از سلاح رومولوس به عنوان سلاح کوئیرنوس یاد می‌شود و در مراسمی کاهن خدای دروازه‌ها، پروتونوس، به هنگام تدهین سلاح رومولوس آن را سلاح کوئیرنوس می‌نامد. [برخی واژه کوئیرنوس را با واژهٔ نیزه در زبان سابین که کورویس Curuis نامیده می‌شود، مربوط می‌دانند و او را مارس صلح نام می‌نهند]. تدهین سلاح گویای آن است که این سلاح‌ها را زنده، و دارای کیفیت زیست زنده گان، که رومیان آن را نومن می‌نامیدند، می‌دانستند.
کوئیرینوس در اصل به احتمال زیاد خدای جنگ سابین بود. سابین‌ها در نزدیکی محل احتمالی رم، مستعمره‌ای داشتند و در کولیس کوئیرینالیس، بر فراز تپه کوئیرینال که یکی از هفت تپه شهر رم بود، محرابی برپا کرده بودند. هنگامی که رومی‌ها آن مکان را به تصرف خویش درآوردند، آنان نیز، آیین‌ها و مناسک مربوط به کوئیرینوس را در نظام اولیهٔ باورها و اعتقادات خود جذب نمودند، در حالیکه این نظام باورهای آنان قبلاً به‌طور مستقیم از یونانی‌ها نیز تأثیر پذیرفته بود. در پایان قرن اول پیش از میلاد کوئیرینوس به عنوان مظهر خدایی رومولوس انگاشته شد. او به زودی به یکی از خدایان مهم سرزمین روم تبدیل شد، و در کنار مارس (که بعدها به خدای کشاورزی بدل شد) و ژوپیتر، یکی از نخستین پیشتازان تریاد یا سه‌گانه کاپیتولین را، تشکیل دادند. مارکوس ترنتیوس وارو، بدین نکته توجه داده‌است که کاپیتولیوم وتوس، یک آیین اولیهٔ ایجاد شده در کوئیرینال بود که به ژوپیتر، ژونو و مینروا اختصاص داشت، و در میان آن‌ها مارتیال(مارشیال) باعث تمایز میان ژوپیتر قدیمی و ژوپیتر جدید می‌شد.
با این وجود در دوران‌های بعد، کوئیرنوس به مراتب اهمیت کمتری پیدا کرد، و به محاذات گسترده تر شدن اهمیت تریاد کاپیتولین، وی به مرور جایگاه خویش را در این تریاد از دست داد، بدین ترتیب که جونو و مینروا [ضمن حفظ جایگاه خوبش]، کوئیرینوس را برداشته و جای او را به مارس سپردند. کمی بعدتر از آن، رومی‌ها شروع به تصفیه سیستم اعتقادی خویش و خارج ساختن و دور کردن برخی باورها از این سیستم اعتقادی، به نفع آیین‌هایی که بیشتر جنبه شخصی و عرفانی داشت، نمودند(از جمله این باورها، اعتقاد آن‌ها به خدایانی همچون باکوس، سیبله، و ایسیس بود). در نهایت، کوئیرنوس تقریباً به‌طور انحصاری توسط کاهن معبد خود، که کاهن کوئیرینالیس خوانده می‌شد، مورد پرستش قرار می‌گرفت. با این وجود، این کاهن که همچنان بر منش پرستش کوئیرنوس باقی‌مانده بود، یکی از کاهنان اشرافی محسوب می‌شد، و بزرگتر کاهنان نامیده می‌شد و در میان کاهنان پونتیفکس ماگزیموس از اولویت و حق تقدم برخوردار بود.

## روایات
پس از آنکه رومولوس مدتی دراز شاهی کرد، گردبادی وی را به آسمان برکشید، و از آن پس، وی به نام کویرینوس آرخون باسیلئوس پرستش شد و جزو خدایان محبوب رم درآمد. [ آرخون، همان آرکنت، و عنوانی بود که به صاحب منصبان عالیرتبه در شهرهای قدیم یونانی داده می‌شد.]
هنگامیکه رمولوس ناپدید شد، مردم همه به سناتورها شک بردند که به جان او سوءقصد کرده باشند. اما روز بعد، مردی به نام جولیوس برای همه تعریف کرد که چطور درست در همان لحظه برپا شدن طوفان، رومولوس را در جاده‌ای دیده و از زبان خود او شنیده‌است که ژوپیتر، خدای تندر و آذرخش، تحت پوشش تاریکی موقتی، او را برداشته بود تا به المپ ببرد. رومولوس اضافه کرده بود که وی به مقام خدایی رسیده و از مردم خواسته‌است که او را تحت نام کوئیرینوس پرستش کنند. عامه مردم بی چون و چرا، واقعهٔ خدا شدن اولین پادشاه رم را پذیرفتند و خواسته‌های او را به دقت اجرا کردند.

## توصیف هنری
در آثار هنری دورانهای اولیه روم، کویرینوس به صورت یک مرد ریش دار با جامهٔ مذهبی و نظامی به تصویر کشیده شده‌است. با این حال، او تقریباً هرگز در سیستم‌های باوری واعتقادی رومیان در اعصار بعدی، به تصویر کشیده نشده‌است. وی همچنین اغلب همراه با میرتل(میرتوس)می باشد.

## جشن‌ها
جشن یا جشنواره خاص او کوئیرینالیا نام داشت که در روز هفدهم فوریه برگزار می‌شد.

## میراث
حتی قرن‌ها پس از سقوط امپراتوری روم، نام تپه کویرینال در رم، نشأت گرفته از به خدایی رسیدن رومولوس در نظر گرفته می‌شد، و کوئیرینوس هنوز هم دارای اقتدار تصور می‌شد، به همین خاطر هم، پس از دوران ساوویا، این مکان به عنوان جایگاه بنای منازل سلطنتی برگزیده شد و بعدها نیز به محل اقامت رؤسای جمهور جمهوری ایتالیا مبدل گردید.